# Alsomitra macrocarpa
Alsomitra macrocarpa är en gurkväxtart som först beskrevs av Carl Ludwig von Blume, och fick sitt nu gällande namn av Max Joseph Roemer. Alsomitra macrocarpa ingår i släktet Alsomitra och familjen gurkväxter. Inga underarter finns listade i Catalogue of Life.

## Bildgalleri

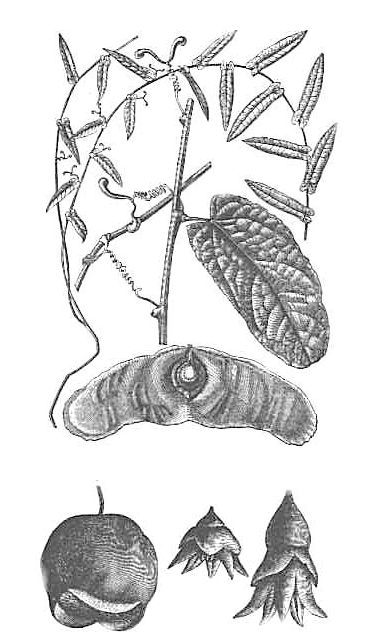
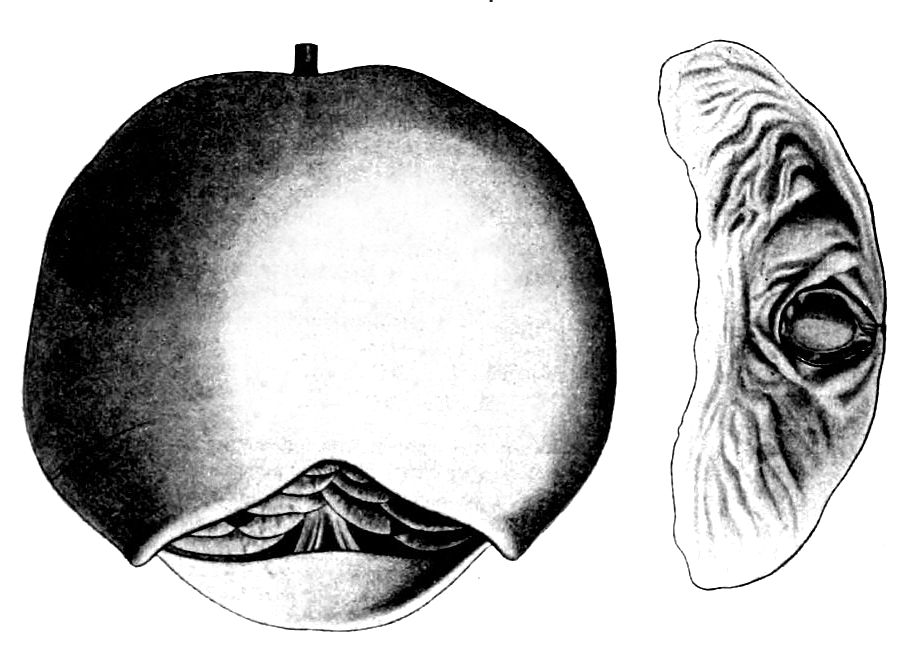